# Кристијано Занети
Кристијано Занети (итал. Cristiano Zanetti; Карара, 14. април 1977) је бивши италијански фудбалер и тренутни фудбалски тренер. Играо је на позицији везног играча. За репрезентацију Италије наступао је 17 пута и постигао један гол.
Није ни у каквом сродству са Хавијером Занетијем.

## Клупска каријера
Занети је фудбалску каријеру започео у јуниорима Фјорентине да би 1993. био пребачен у сениорски састав. С клубом је 1996. освојио италијански куп а након тога одлази у Венецију. Током каријере је променио много клубова док је с Ромом и Интером био италијански првак. 
Године 2006, отишао је у Јувентус као слободан играч. Управо је он био последњи играч којег је довео Јувентусов директор Лучано Мођи пре него што му је изречена петогодишња суспензија из фудбала. Клуб је у то време избачен у Серију Б због намештања утакмица а Занети се с Јувеом након једне сезоне успео пласирати натраг у прву лигу. Такође с клубом је већ 2008. играо у Лиги шампиона.
У августу 2009. Занети се враћа у Фјорентину са којом је потписао двогодишњи уговор уз могућност продужења на још једну годину. Вредност трансфера је износила два милиона евра плус Фелипе Мело који је отишао у торински клуб. Након истека уговора Занети је постао играч Бреше у којој је провео једну сезону.

## Репрезентација
Занети је са италијанском репрезентацијом до 21. године освојио европско јуниорско првенство 2000, а исте године је са младом селекцијом наступао и на Олимпијади у Сиднеју. 
Са сениорским саставом је наступао на Светском првенству 2002. и Европском првенству 2004.. За Италију је скупио укупно 17 наступа и постигао један погодак.

### Голови за репрезентацију
| #  | Датум           | Место              | Противник  | Гол   | Резултат | Такмичење   |
| -- | --------------- | ------------------ | ---------- | ----- | -------- | ----------- |
| 1. | 30. април 2003. | Женева, Швајцарска | Швајцарска | 2 : 1 | 2 : 1    | Пријатељска |

## Трофеји
Фјорентина
- Куп Италије: 1996.

Рома
- Серија А: 2000/01.

Интер
- Серија А: 2005/06. (за "зеленим столом")
- Куп Италије: 2005, 2006.
- Суперкуп Италије: 2005.

Јувентус
- Серија Б: 2006/07.